# Франція на Дитячому пісенному конкурсі Євробачення
Участь Франції в дитячому пісенному конкурсі «Євробачення» вперше розпочалася в Ліллегаммері в 2004 році. Французька телекомпанія France Télévisions і Європейська Мовна Спілка (EBU), були відповідальними за процес відбору своєї участі. Тоді, представником від країни був Томас Понтьє з піснею «Si on voulait bien», яка фінішувала шостою з вісімнадцяти учасників, набравши 78 балів.
Франція не брала участі в конкурсі після 2004 року і повернулася на конкурс у 2018 році, через 14 років. Їх найкращий результат на сьогоднішній день був досягнутий у 2018 році, коли Анжеліна Нава принесла країні друге місце з піснею «Jamais Sans Toi». У 2019 році Франція знов бере участь, цього разу країну представила Карла Лаццарі з піснею «Bim, bam toi» і фінішувала на 5-ій позиції.
Свою першу перемогу Франція здобула на Дитячому Євробаченні 2020 року з піснею «J'imagine», що набрала 200 балів, отримавши 1 місце як від журі, так і від глядачів.

## Історія
Франція дебютувала на конкурсі 2004 року з Томасом Понтьє і «Si on voulait bien». Незважаючи на шосте місце, телекомпанія France Télévisions вирішила не брати участі в конкурсі після 2004 року, заявивши, що «занадто багато Євробачення вбиває Євробачення».
18 листопада 2015 року було оголошено, що французька телекомпанія зацікавлена у поверненні до конкурсу. Проте, телеканал Франція 2 24 червня 2015 року заявив, що не має наміру повертатися до конкурсу, проте телекомпанія направила делегацію до Болгарії з метою спостереження за конкурсом 2015 року.
13 травня 2016 року виконавчий директор Юн Ула Санн заявив на прес-конференції, що EBU контактує з телеканалами з декількох країн, включаючи Францію, щоб вони брали участь у конкурсі 2016 року. Едоардо Грассі, голова делегації для Франції на конкурсі пісні «Євробачення», був одним з членів журі на національному відборі Мальти для конкурсу «Євробачення 2016» і був затверджений ведучими шоу як голова делегації Франції на «Дитячому Євробаченні». 12 травня 2018 року, було оголошено, що Франція повернеться на конкурс в 2018 році. Францію представила Анжеліна Нава, переможець четвертого сезону «Голос. Діти» (Франція)

## Учасники
Умовні позначення
     Переможець
     Друге місце
     Третє місце
     Четверте місце
     П'яте місце
     Останнє місце
     Не брала участі
     Відмова від участі
| Рік       | Місце проведення | Виконавець      | Пісня                               | Фінал           | Фінал           |
| Рік       | Місце проведення | Виконавець      | Пісня                               | Місце           | Бали            |
| --------- | ---------------- | --------------- | ----------------------------------- | --------------- | --------------- |
| 2004      | Ліллегаммер      | Томас Понтьє    | «Si on voulait bien»                | 6               | 78              |
| 2005-2017 | Не брали участі  | Не брали участі | Не брали участі                     | Не брали участі | Не брали участі |
| 2018      | Мінськ           | Анжеліна Нава   | «Jamais Sans Toi»                   | 2               | 203             |
| 2019      | Глівіце          | Карла Лаццарі   | «Bim, bam toi»                      | 5               | 169             |
| 2020      | Варшава          | Валентіна       | «J'imagine»                         | 1               | 200             |
| 2021      | Париж            | Ензу            | «Tic Tac» (Тік-так)                 | 3               | 187             |
| 2022      | Єреван           | Ліссандро       | Oh Maman! (Ой Мама!)                | 1               | 203             |
| 2023      | Ніцца            | Зої Клозюр      | «Cœur» (Серце)                      | 1               | 228             |
| 2024      | Мадрид           | Тітуан          | «Comme ci, comme ça» (Як це, як те) | 4               | 177             |

### Фотогалерея

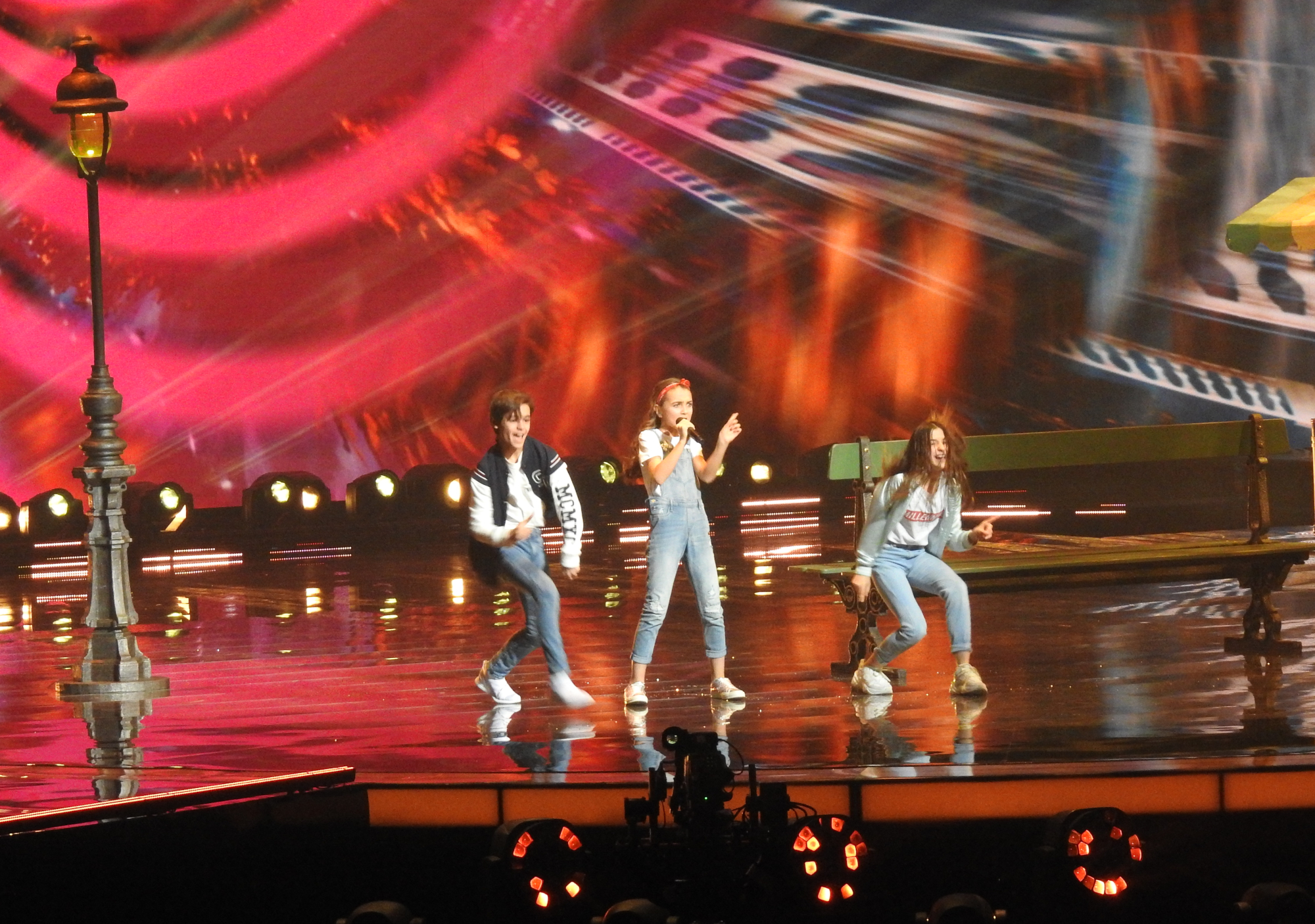
Анжеліна в Мінську (2018)

## Трансляції та голосування

### Коментатори та представники
Конкурси транслюються по всьому світу через офіційний сайт Дитячого пісенного конкурсу «Євробачення» junioreurovision.tv і YouTube. У 2015 році онлайн-трансляцію було прокоментовано англійською мовою редактором junioreurovision.tv Люком Фішером та Іваном Івановим, представником Болгарії на конкурсі 2011 року. Французька телекомпанія, France Télévisions, відправляла на конкурс своїх коментаторів, щоб прокоментувати конкурс французькою мовою. Речників також було обрано національною телекомпанією для того, щоб оголосити бали нагородження Австралії. У таблиці нижче перераховані деталі кожного коментатора і представника балів з 2004 року.
| Рік       | Коментатор                                 | Представник балів               |                 |
| --------- | ------------------------------------------ | ------------------------------- | --------------- |
| 2004      | Elsa Fayer і Bruno Berberes (France 3)     | Gabrielle                       |                 |
| 2005-2017 | Не брали участі                            | Не брали участі                 | Не брали участі |
| 2018      | Stéphane Bern і Madame Monsieur (France 2) | Lubava Marchuk і Daniil Rotenko |                 |
| 2019      | TBA                                        | TBA                             |                 |

## Історія голосування (2004—2024)
| №  | Дано               | Дано | Отримано           | Отримано |
| №  | Країна             | Очок | Країна             | Очок     |
| -- | ------------------ | ---- | ------------------ | -------- |
| 1  | Вірменія           | 54   | Нідерланди         | 80       |
| 2  | Іспанія            | 43   | Мальта             | 52       |
| 3  | Грузія             | 36   | Іспанія            | 49       |
| 4  | Польща             | 27   | Албанія            | 47       |
| 5  | Італія             | 27   | Грузія             | 45       |
| 6  | Нідерланди         | 25   | Ірландія           | 45       |
| 7  | Україна            | 25   | Сербія             | 43       |
| 8  | Північна Македонія | 22   | Вірменія           | 42       |
| 9  | Мальта             | 22   | Італія             | 40       |
| 10 | Албанія            | 19   | Північна Македонія | 36       |
| 11 | Сербія             | 18   | Польща             | 36       |
| 12 | Ірландія           | 18   | Португалія         | 33       |
| 13 | Велика Британія    | 17   | Білорусь           | 32       |
| 14 | Португалія         | 17   | Німеччина          | 32       |
| 15 | Казахстан          | 14   | Україна            | 27       |
| 16 | Німеччина          | 13   | Казахстан          | 25       |
| 17 | Росія              | 11   | Росія              | 18       |
| 18 | Румунія            | 10   | Велика Британія    | 18       |
| 19 | Хорватія           | 8    | Австралія          | 14       |
| 20 | Бельгія            | 7    | Естонія            | 14       |
| 21 | Австралія          | 6    | Болгарія           | 10       |
| 22 | Естонія            | 6    | Уельс              | 10       |
| 23 | Білорусь           | 5    | Бельгія            | 8        |
| 24 | Данія              | 5    | Азербайджан        | 7        |
| 25 | Греція             | 3    | Латвія             | 7        |
| 26 | Ізраїль            | 2    | Сан-Марино         | 7        |
| 27 | Швейцарія          | ―    | Данія              | 6        |
| 28 | Азербайджан        | ―    | Греція             | 6        |
| 29 | Болгарія           | ―    | Швейцарія          | 6        |
| 30 | Швеція             | ―    | Кіпр               | 6        |
| 31 | Кіпр               | —    | Хорватія           | 4        |
| 32 | Латвія             | ―    | Швеція             | 4        |
| 33 | Норвегія           | ―    | Румунія            | 3        |
| 34 | Уельс              | ―    | Норвегія           | 2        |
| 35 | Сан-Марино         | ―    | Ізраїль            | 1        |